# جنتینگ مالزی
جنتینگ مالزی (انگلیسی: Genting Malaysia) شرکت سرگرمی مالزیایی است، که در سال ۱۹۸۰ تأسیس شد.